# Marten Toonder

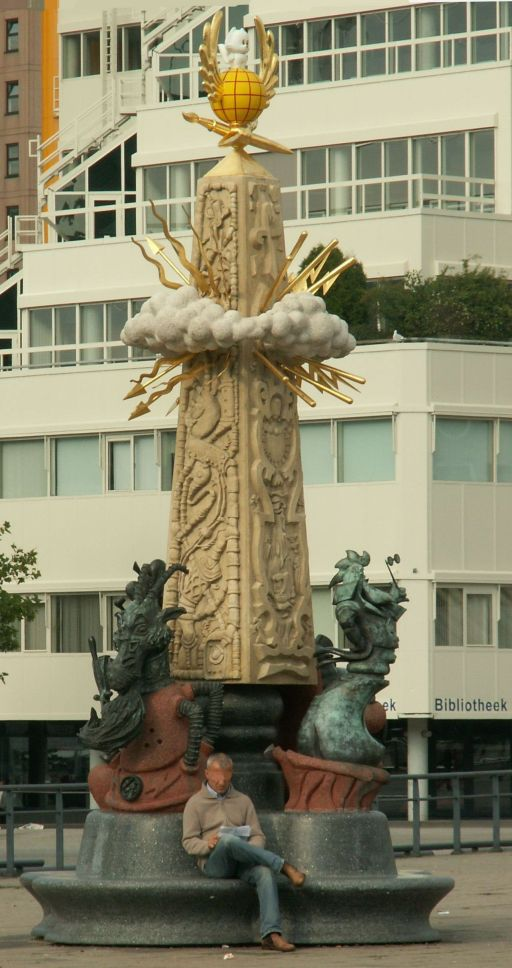
Sculpture en l'honneur de 90e anniversaire de Marten Toonder en 2002 à Rotterdam

Marten Toonder (Rotterdam, 2 mai 1912 - Laren, 27 juillet 2005) est un auteur de bande dessinée néerlandais notamment connu ses séries animalières destinées à la jeunesse Tom Pouce (1941-1986) et Panda (en) (1946-1991). Dessinateur prolifique et expressif, il a été qualifié de « Walt Disney hollandais ».

## Créations principales
L'univers poétique de Henk Backer a notamment inspiré Toonder à ses débuts.
- Tom Pouce (en néerlandais : Tom Poes)
- M. Pressibus
- M. Bommel
- Le petit Panda et son cortège d'acolytes, dont son majordome-cocker Jérémie Jolicœur, l'escroc-renard dandy Georges Bongarçon (ou George Goodfellow, car dans certaines séries son nom était traduit en anglais) et le détective-perroquet Pat O'Zoreil, qui ont paru dans le magazine éponyme de chez Artima[4].
- Le capitaine Cappi. La bande dessinée Cappi et la masse inerte fournit une illustration très parlante de la différence (s'il y en avait eu une) entre masse de gravitation et masse d'inertie. Cette bande dessinée était parue dans le quotidien La Croix.

Une partie de la production de Marten Toonder était en bande dessinée à phylactères classiques et une autre à bandes muettes accompagnée d'un texte en dessous des images. Ces dernières, en France, se sont retrouvées plutôt dans la presse quotidienne nationale et régionale, dont la qualité d'impression de l'époque n'aurait pas permis une très bonne lisibilité des phylactères. On retrouve aussi ses œuvres publiées en Petit format, principalement aux Éditions Mondiales (Del Duca) avec la revue Tom Pouce (40 numéros) et le récit complet Arthur.

## Adaptations cinématographiques
- 1983 : Olivier et le Dragon vert, premier long métrage d'animation néerlandais.

## Prix Marten Toonder
En 2010, le Prix Marten Toonder est créé à l'initiative de plusieurs auteurs et du gouvernement néerlandais. Doté de 25 000 € c'est la seule récompense nationale de bande dessinée.
Il récompense un auteur pour l'ensemble de sa carrière et a été décerné à Jan Kruis (2010), Peter Pontiac (2011) et Joost Swarte (2012). En 2013, le gouvernement annonce qu'il ne financera plus le prix, ce qui le menace directement.

## Récompenses
- 1982 : Prix Stripschap pour l'ensemble de son œuvre
- 1997 :  Adamson d'or pour l'ensemble de son œuvre

### Documentation
- Alain Beyrand et Alain Cannet, Marten Toonder. L'Enchanteur au quotidien, La Nouvelle République du Centre, 1987.
- (nl) Stripschrift no 289 : Marten Toonder, mai 1996.